# Паралитодесы
Паралитодесы (лат. Paralithodes) — род неполнохвостых раков из семейства крабоиды.

## Описание
Имеют асимметричное тело. Передняя пара ног асимметричная — левая нога меньше правой. В состав пигментов крови входит медь.

## Виды
К роду в настоящее время относят 5 видов:
- Paralithodes brevipes (H. Milne Edwards & Lucas, 1841) — Колючий краб;
- Paralithodes californiensis (Benedict, 1895);
- Paralithodes camtschaticus (Tilesius, 1815) — Камчатский краб;
- Paralithodes platypus (Brandt, 1850) — Синий краб[3];
- Paralithodes rathbuni (Benedict, 1895).

## Иллюстрации

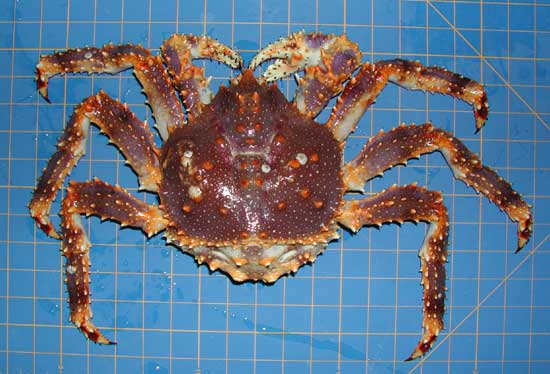
Синий краб
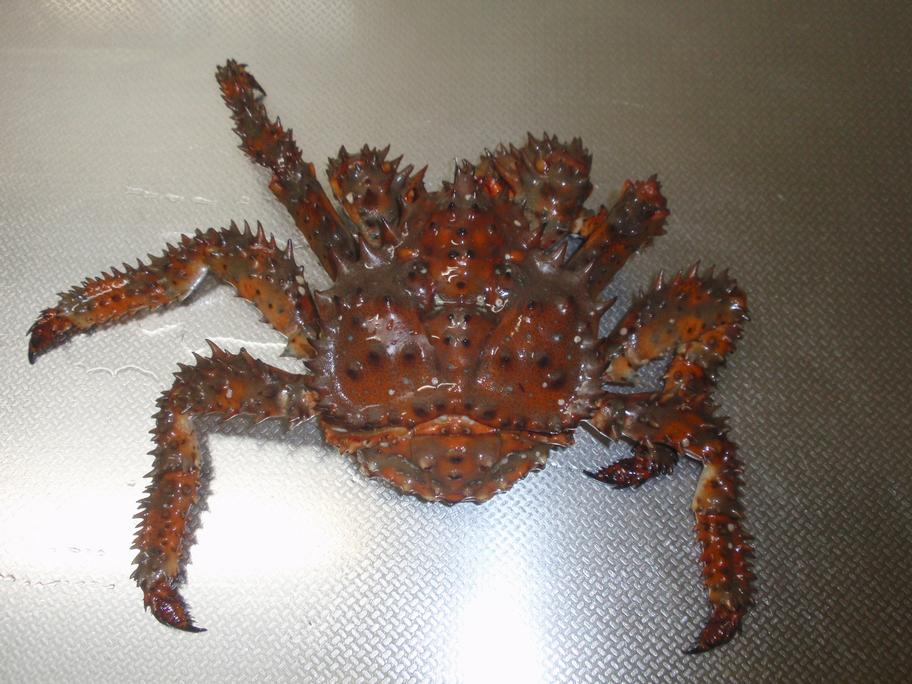
Колючий краб
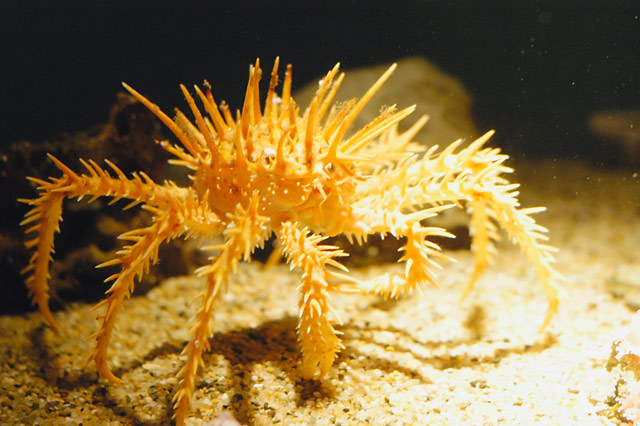
Paralithodes rathbuni
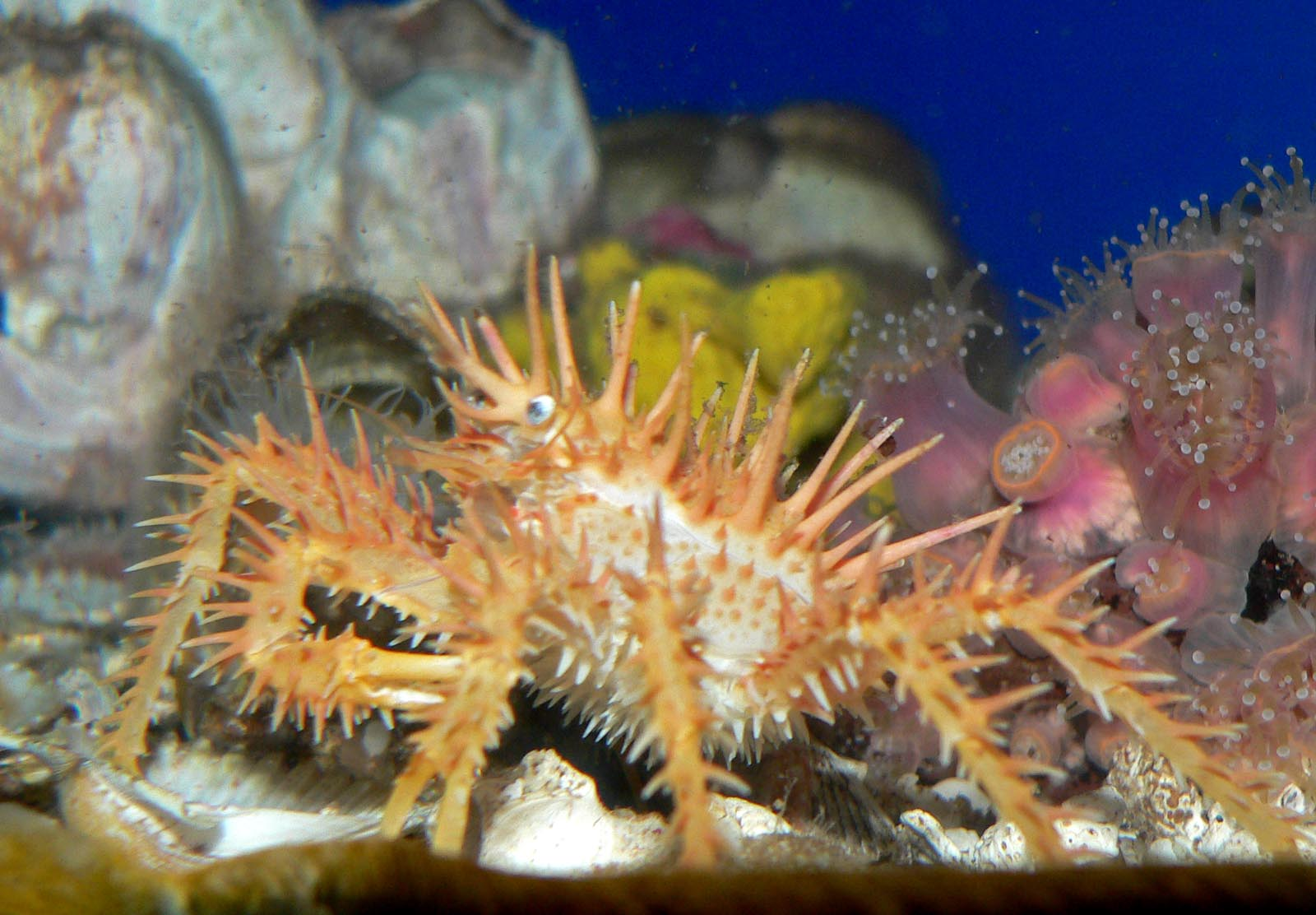
Paralithodes californiensis